# Party przy świecach

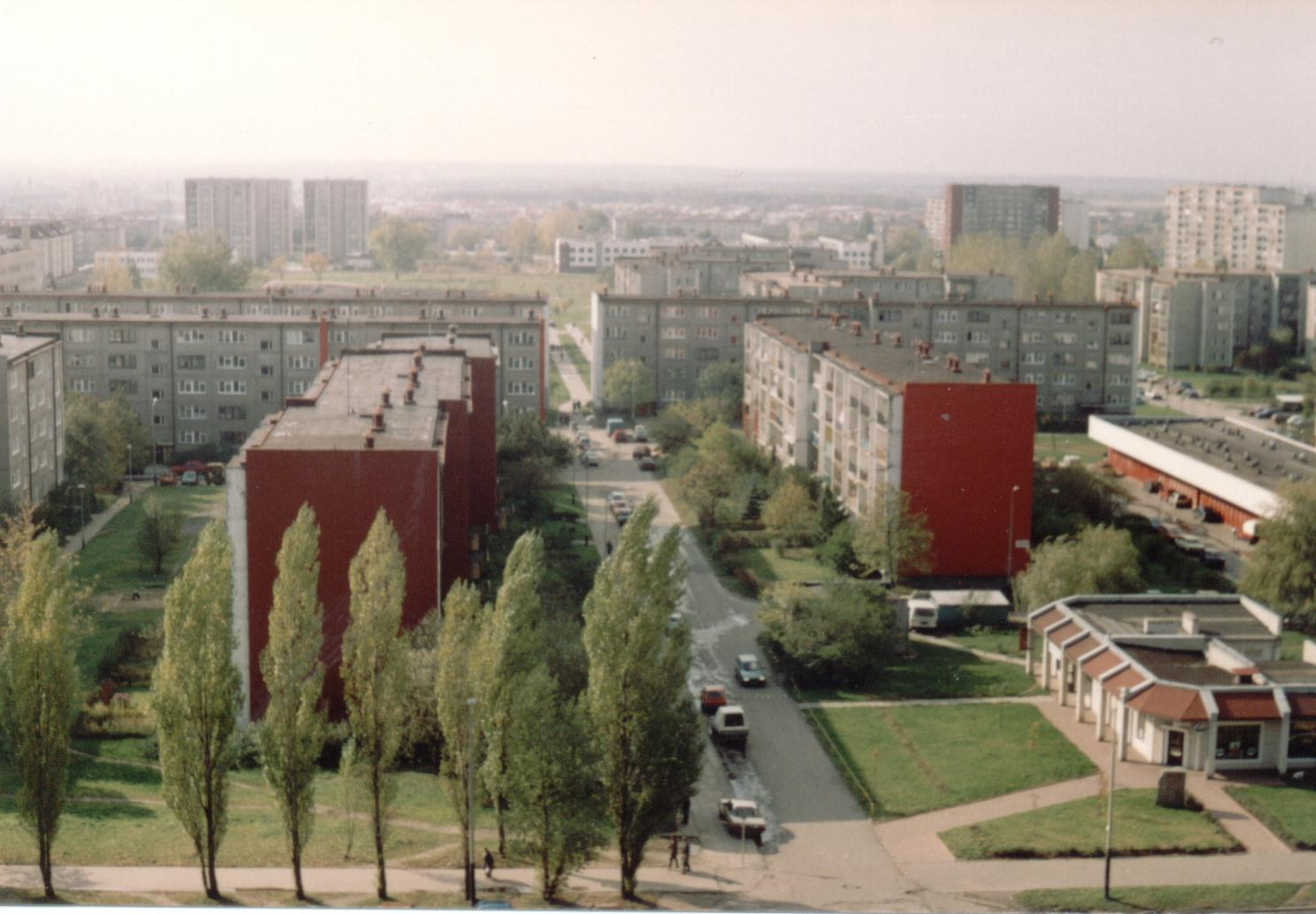
Osiedle Retkinia-Balonowa – po lewej blok 208, w którym rozpoczyna się akcja filmu

Party przy świecach – polska komedia telewizyjna z 1980 roku w reżyserii Antoniego Krauzego.
Film jest adaptacją opowiadania Jana Himilsbacha, który był też autorem scenariusza. Zdjęcia plenerowe nakręcono w Łodzi na osiedlu Retkinia.

## Treść
Niuniek i jego żona – Aniołek są przeciętnym, niezamożnym małżeństwem, mieszkającym w blokowisku. Pewnego dnia od swych kuzynów Gańków ze wsi otrzymują list ze zdjęciem, na którym prezentują się oni na tle okazałej willi i drogiego samochodu. Postanawiają, że podczas wizyty krewnych w mieście również zaimponują im swym stanem posiadania i poziomem życia. W tym celu chwilowo przenoszą się z własnego ciasnego mieszkania w bloku do obszernego lokalu w kamienicy, należącego do aktualnie nieobecnego szefa Niuńka. Dokonują obfitych zakupów żywności i urządzają godne przyjęcie. W trakcie biesiady wyłącza się prąd i zmuszeni są kontynuować ją przy świecach. Ciąg dalszy zakłóca jednak sąsiad z partnerką, któremu przerywają sen i który wprasza się na przyjęcie, a ostatecznie wzywa milicję. 
Latem Niuniek z Aniołkiem udają się do Gańków z rewizytą. Na miejscu okazuje się, że zapracowana wiejska rodzina żyje niewybrednie w dość prymitywnych warunkach, a willa i samochód na zdjęciu są własnością ich sąsiada. Zawiedzeni, rezygnują z pobytu i z walizkami w ręku wyruszają pieszo w drogę powrotną.

## Obsada
- Halina Wyrodek – „Aniołek”
- Wiesław Wójcik – „Niuniek”, jej mąż
- Barbara Rachwalska – Gańkowa
- Tomasz Zaliwski – Józef Gańko
- Ewa Ziętek – Krycha Gańkówna
- Marian Dziędziel – „Inżynier”, mąż Krychy Gańkówny
- Jan Himilsbach – Zenon Minkowski, sąsiad szefa „Niuńka”
- Grażyna Korin – Minkowska
- Tadeusz Wojtych – kelner-majsterkowicz Mundek, sąsiad „Niuńków”
- Mieczysław Kobek(inne języki) – sąsiad „Niuńków”